# جيسي روجرز
جيسي روجرز (بالإنجليزية: Jesse Rogers)‏ هو لاعب كرة قاعدة أمريكي، ولد في 16 فبراير 1934، وتوفي في 20 مارس 2013.